# Blood: The Last Vampire
Blood: The Last Vampire (ブラッド ザ ラスト ヴァンパイア, Buraddo Za Rasuto Vanpaia) és una pel·lícula anime de terror i acció japonesa del 2000, dirigida per Hiroyuki Kitakubo, escrita per Kenji Kamiyama i produïda per Production I.G. La pel·lícula es va estrenar als cinemes del Japó el 18 de novembre de 2000.
Una seqüela d'un manga d'un volum, titulada Blood: The Last Vampire 2000 i escrita per Benkyo Tamaoki, va ser publicada al Japó el 2001 per Kadokawa Shoten, i en anglès per Viz Media el novembre de 2002 sota el títol Blood: The Last Vampire 2002. També s'han llançat tres adaptacions japoneses de la novel·la lleugera per a la sèrie, juntament amb un videojoc. També va generar una sèrie d'anime de cinquanta episodis ambientada en un univers alternatiu titulat Blood+, així com una segona sèrie d'anime, Blood-C, també ambientada en un altre univers alternatiu. . El maig de 2009 es va estrenar al Japó una adaptació d'acció en viu de la pel·lícula amb el mateix títol.

## Argument
La història està ambientada l'any 1966. La seva protagonista principal és una noia anomenada Saya, que caça criatures vampíriques semblants a ratpenats anomenades Quiròpters. Saya és presentada en un vagó de metro, on assassina un home amb vestit. Arriben els seus contactes o gestors americans. Un d'ells, David, comença a informar Saya sobre una altra missió, mentre que l'altre, Louis, descobreix que l'home que Saya acaba de matar probablement no era un quiròpter.
La següent missió de Saya comença a la Base aèria de Yokota nord-americana, que està activa en la preparació de la guerra del Vietnam. Almenys un quiròpter ha aconseguit infiltrar-se a la base aèria, i és només qüestió de temps que tornin a alimentar-se, entren en hibernació i es tornin impossibles de localitzar. Saya s'ha de fer passar com una noia de l'escola, infiltrar-se a l'escola secundària adjacent a la base i després rastrejar i matar els quiròpters.
A l'escola, Saya es troba amb una infermera mansa, Amino Makiho, la vigília de la festa anual de Halloween de l'escola. Dues companyes de classe de la Saya, la Sharon i la Linda, fan una visita a Makiho a l'oficina de la infermera. De sobte, Saya irromp a l'habitació, matant Linda i ferint la Sharon, trencant-li l'espasa en el procés. Es revela que les dues noies són quiròpters. Makiho entra en xoc amb la revelació. Mentrestant, un tercer quiròpter es revela i comença a fer el seu camí cap a la base. De tornada a l'escola, Makiho recupera els nervis i persegueix la Sharon fins a una habitació plena de dansaires americans amb vestit, on troba la Sharon transformada. Saya la salva i ambdues fugen en una barca propera. Els quiròpters les atrapen dins i els ataquen.
David lliura una nova espasa i Saya l'utilitza per matar la Sharon. L'últim quiròpter decideix fugir, intentant guardar-se en un avió de càrrega que surt. David i Saya la persegueixen i ella aconsegueix colpejar el quiròpter i fer-lo mortalment. Aleshores es posa sobre la criatura moribunda i deixa que una part de la seva sang li ragui a la boca. En Louis arriba i recupera la Makiho abans que la policia local l'arribi.
Després, Makiho es veu en una entrevista amb funcionaris del govern que la interroguen sobre els esdeveniments de la nit. No obstant això, es revela que totes les evidències de la batalla entre Saya i els quiròpters han estat encobertes i tant David com Saya han desaparegut, deixant a Makiho sense res que demostri la veracitat de la seva història. Aleshores, el seu entrevistador li demana que identifiqui Saya en una imatge que té una noia que sembla idèntica a ella, excepte que la foto va ser presa el 1892. L'única altra descripció de la imatge és la paraula "VAMPIR". A continuació, Makiho torna a l'escola, on narra que mai va descobrir la veritat completa darrere de Saya i els quiròpters, i es pregunta si encara està fora lluitant contra ells.

## Personatges
- Saya (小夜, Saya) caça quiròpters amb una katana. S'implica que ella és l'últim vampir que queda i es diu "l'únic original que queda". Saya no té cap debilitat davant la llum solar, encara que es desconeix si té alguna de les altres vulnerabilitats sovint atribuïdes als vampirs. Tanmateix, s'angoixa quan es troba amb parafernàlia religiosa i s'enfada quan la gent esmenta Déu en la seva presència. Saya mostra sentits i força sobrehumans, així com astúcia, enginy i habilitat. La sèrie de manga suggereix que era un híbrid humà-vampir. Es desconeix la seva edat, però a la pel·lícula es mostra una imatge seva amb nou persones més amb la data de 1892 i la paraula "vampir" adjunta. Tot i que menysprea la majoria dels humans, sembla que té algun tipus de respecte per David. La veu és de Youki Kudoh.[2]
- David és un home que treballa per a l'organització del govern dels Estats Units anomenada Red Shield. Transmet missions a Saya i l'ajuda en diversos moments de la pel·lícula. És un veterà de la Guerra de Corea. La veu és de Joe Romersa.[2]
- Chiroptera (quiròpters o, tal com es parla a la pel·lícula, quiropterans) del grec per "mans amb ales" (yokushu (翼手) en japonès), són criatures hematòfags semblants als ratpenats, comparables als humans en intel·ligència. Es disfressen de persones i es poden transformar gradualment, fent-se grans, monstruosos i llargs. D'aquesta forma, una transformació posterior produeix ales coriàcies que permeten a les criatures lliscar, però no volar lliurement. Els quiròpters viuen alimentant-se de sang humana. Posseeixen una velocitat i força extraordinàries. Es curen gairebé a l'instant de qualsevol ferida no letal. Per això, l'única manera de matar-los fàcilment és fer-los perdre una quantitat prou gran de sang d'un atac.

## Producció
El president de Production I.G Mitsuhisa Ishikawa volia produir un nou projecte que fos un concepte original en lloc de ser una adaptació d'una sèrie d'anime o manga existent. Es va acostar a Mamoru Oshii, que va dirigir una sèrie de conferències conegudes com l'"Oshii Jyuku" per ensenyar als nous cineastes com crear els seus propis projectes, sobre la seva idea i li va demanar que els seus estudiants els portessin idees. Les presentacions de Kenji Kamiyama i Junichi Fujisaku es van convertir en la base de la propera pel·lícula: una noia amb un vestit de mariner amb una espasa samurai. Ishikawa va suggerir la Base Aèria de Yokota per a l'escenari de la pel·lícula, referint-se a ella com "l'estat de Califòrnia dins del Japó". Hiroyuki Kitakubo va ser seleccionat com a director de la pel·lícula, càrrec que va acceptar amb la condició que se li atorgués una llicència artística amb el material.
Després de titular l'obra Blood: The Last Vampire, Kitakubo va triar el dissenyador de videojocs Katsuya Terada per treballar en els dissenys dels personatges, i Kazuchika Kise com a director d'animació. Quan se li va preguntar per què va triar Terada en comptes d'un dissenyador de personatges habitual, Kitakubo va declarar: "Personalment vaig sentir que tenia un talent increïble; els seus personatges tenen una sensació que és universal i probablement per això ha dibuixat personatges per a videojocs jugats per gent d’arreu del món." Continua assenyalant que volia tant en Terada com en Kise junts, i no hauria contractat Terada si Kise no hagués acceptat treballar en el projecte. La pel·lícula resultant utilitza animació completament digital. En lloc de seguir la tradició d'utilitzar cel, la pel·lícula sencera va ser entintada, acolorida i després animada amb ordinadors. També utilitza principalment configuracions de "llum baixa", amb gran part de la pel·lícula amb grans quantitats de gris i marró.
En dirigir la pel·lícula, Kitakubo assenyala que després d'haver llegit Dràcula i vist la sèrie de televisió estatunidenca Buffy the Vampire Slayer, poden ha tingut certa influència en la pel·lícula com la resta de les seves experiències vitals. Production I.G va obrir nous camins a Blood: The Last Vampire en ser la primera companyia a filmar un sèrie d'anime gairebé íntegrament en anglès, amb subtítols en japonès, pensant que ajudaria la pel·lícula a arribar als mercats estrangers més fàcilment.
La pel·lícula resultant és molt curta per a una obra cinematogràfica, només abasta 45 minuts. Kitakubo va declarar en una entrevista de 2001 a Animerica que tenia la història restant del "passat, present i futur de Saya" en la seva pròpia ment, però que depenia dels altres implicats en la seva creació quant a si hi hauria una seqüela. Production I.G va assenyalar que pretenien deliberadament que fos una història de tres parts, i la resta de la història de Saya es duria a terme en una trilogia de novel·les lleugeres i un videojoc de dos volums.

## Mitjans

### Pel·lícula
Produïda per Production I.G, SPE Visual Works i Sony Computer Entertainment, Blood: The Last Vampire va ser dirigida per Hiroyuki Kitakubo. Els personatges dissenyats per la pel·lícula van ser creats per Katsuya Terada. El guió original va ser escrit per Kenji Kamiyama, mentre que la seva partitura musical va ser composta per Yoshihiro Ike. Abans de completar la pel·lícula, tenia llicència per al llançament a Amèrica del Nord per Manga Entertainment.
Es va estrenar per primera vegada al 5è Festival Internacional de Cinema de Fantasia, Acció i Gènere, sobrenomenat Fantasia 2000, a Montreal, on es va projectar als assistents el 29 de juliol de 2000. La pel·lícula es va projectar a Austràlia el 26 d'agost de 2000 als Jocs Olímpics de Sydney 2000 Arts Festival. Va fer el seu debut cinematogràfic al Japó, el seu país natal, el 16 de novembre de 2000.
Manga Entertainment va estrenar la pel·lícula als cinemes a Amèrica del Nord l'estiu de 2001, seguit de llançaments en VHS i DVD el 26 d'agost de 2001.

### Manga
Utilitzant un concepte de Mamoru Oshii, Production I.G va fer que Benkyo Tamaoki escrigués una seqüela de Blood: The Last Vampire per completar la història. Porta Saya a l'any 2002, amb una nova generació de manipuladors i continua amb la seva recerca per destruir els quiròpters. Anomenada adequadament Blood: The Last Vampire 2000 (ブラッド ザ・ラストヴァンパイア2000, Buraddo Za Rasuto Vanpaia 2000), el títol d'un volum únic va ser publicat al Japó per Kadokawa Shoten l'1 de maig de 2001. Va ser autoritzat i llançat en anglès al Amèrica del Nord per Viz Media sota el títol Blood: The Last Vampire 2002 el 5 de novembre de 2002. Al manga, David s'ha retirat i Saya té un nou gestor que deixa ben clar que no té cap respecte per ella. L'envia a l'institut Jinkōsen Shūritsu Valley amb el nom de "Saya Otonashi". Allà, s'assabenta que els quiròpters coexistien amb els humans, fins que els humans van començar a experimentar amb ells al segle XIX per intentar aconseguir la immortalitat. Els experiments van augmentar l'instint de matança dels quiròpters i van eliminar la seva antiga consideració per la humanitat. Els científics, al seu torn, van desenvolupar armes antiquiròpters bessones. Maya, un prototip, encara necessitava sang i es podia transformar com altres quiròpters. La segona, Saya, no necessitava beure sang i no tenia habilitats de transformació, per la qual cosa es considerava l'arma perfeccionada. Maya busca Saya, desitjant que Saya se la mengi perquè puguin convertir-se en un quiròpter de sang pura. Després d'aquesta reunió, el cos de Maya no es pot trobar, però mai es mostra si Saya va concedir la seva petició. Saya mata el seu gestor i desapareix en la nit.

### Novel·les lleugeres
S'ha creat una trilogia de novel·les lleugeres amb relació a Blood: the Last Vampire i publicada per Kadokawa. Publicat al Japó l'octubre de 2000, Blood: The Last Vampire: Night of the Beasts (ブラッド・ザ・ラストバンパイヤ 獣たちの夜, Kemonotachi no Yoru) fou escrita per Mamoru Oshii. Va ser publicada en anglès a Amèrica del Nord per DH Press el 23 de novembre de 2005.
La segona novel·la, Blood: The Last Vampire: The Blood Which Invites the Darkness (ブラッド・ザ・ラストバンパイヤ 闇を誘う血, Yami o Izanau Chi) fou escrita per Junichi Fujisaku, qui també va dirigir la sèrie d'anime derivada Blood+. Es va publicar el gener de 2001.
La tercera novel·la, també escrita per Fujisaku, és Blood: The Last Vampire: A Tragic Dream in Shanghai (ブラッド・ザ・ラストバンパイヤ 上海哀儚, Shanhai Aibyō) and was published in July 2001.

### Videojocs
L'any 2000, Production I.G i Sony Computer Entertainment Japan van coproduir un videojoc de dos volums Blood: The Last Vampire. El joc inclou una partitura musical de Yuki Kajiura amb Youki Kudoh repetint el seu paper de veu de Saya, i més de dues hores d'animació de qualitat cinematogràfica. És una aventura gràfica que porta la Saya i la seva caça de quiròpters a Tòquio l'any 2000. Allà coneix un noi de disset anys que comença a preguntar-se sobre Saya i la història de "Blood". Els dos volums del joc es van llançar per PlayStation 2 al Japó el 21 de desembre de 2000.
La revista Famitsu va puntuar el primer volum amb 33 sobre 40. Dr Brown d’Animerica va qualificar el joc original d'"avorrit", però el va felicitar per tenir "seqüències molt animades".
El 2006, Production I.G i Sony van tornar a llançar el joc. Tots dos volums es van combinar en un sol joc per a la PlayStation Portable (PSP). El joc es deia Yarudora Series Vol. 5: Blood: The Last Vampire (やるドラ ポータブル Blood the Last Vampire) i va ser llançat al Japó el 26 de gener de 2006. El joc combinat incloïa una nova portada i funcions addicionals, incloent un diagrama de flux estratègic, una galeria d'art digital i algunes pel·lícules exclusives.

### Pel·lícula en imatge real
El maig de 2006, Bill Kong, productor de Tigre i drac i Hero, va anunciar que estava produint una adaptació cinematogràfica d'acció en imatge real de Blood: The Last Vampire dirigida per Ronny Yu i, com la pel·lícula d'anime original, filmada principalment en anglès i no en japonè. L'ambientació de la pel·lícula és l'any 1970 a una base de la Força Aèria dels Estats Units a Tòquio, durant la Guerra del Vietnam. Els primers informes van indicar que l'argument de la pel·lícula comptarà amb Saya com una meitat humà i meitat vampir de 400 anys que caça vampirs plens de sang, tant per desfer-ne el món com perquè són la seva única font d'aliment. Treballa amb una organització coneguda només com "El Consell". Normalment solitària, Saya fa una amistat amb una noia jove que coneix a una base militar estatunidenca mentre es prepara per lluitar contra Onigen, el vampir de rang més alt.
Kong i Yu inicialment tenien previst finançar el projecte ells mateixos, però el novembre de 2006, Production I.G va consentir oficialment la pel·lícula i va començar a oferir suport financer. A través dels vincles amb Manga Entertainment, la companyia francesa Pathé es va convertir en la productora de la pel·lícula. Yu va ser retingut com a productor, però Chris Nahon va assumir el càrrec de director de la pel·lícula. L’actroi coreana Jun Ji-hyun, que va adoptar el seu nom de pantalla anglès Gianna Jun per al llançament, interpreta el paper de Saya. En lloc de rebre una llicència directa, Production I.G rebria un percentatge de tots els ingressos generats per la pel·lícula.
Inicialment previst per a ser llançat a tot el món a la primavera de 2008, la pel·lícula es va estrenar al Japó el 29 de maig de 2009 amb el títol Last Blood (ラスト・ブラッド, Rasuto Buraddo). La pel·lícula es va estrenar al Regne Unit el 26 de juny de 2009. Sony Pictures va concedir la llicència pel·lícula per a l'estrena a Amèrica del Nord, on va ser estrenada als cinemes per Samuel Goldwyn Films el 10 de juliol de 2009.

## Spin-offs
El 2005, Sony i Production I.G van anunciar la creació de Blood+, una sèrie de televisió de cinquanta episodis. Es considera que és un univers alternatiu que explica Blood: The Last Vampire; només té connexions menors i semblances amb la pel·lícula, i moltes diferències. Blood+ es va estrenar al Japó el 8 d'octubre de 2005 a MBS/TBS i es va emetre fins al 23 de setembre de 2006. La sèrie va ser dirigida per Junichi Fujisaku i presenta dissenys de personatges originals de Chizu Hashii. Mitjançant la divisió internacional de Sony, Blood+ va rebre llicència per a la seva distribució a diverses regions. Als Estats Units, la sèrie es va emetre com a part de Cartoon Network's Adult Swim des de l'11 de març de 2007 fins al 23 de març, 2008. L'anime es va convertir en la seva pròpia franquícia, amb dues adaptacions de sèries de novel·les lleugeres, tres adaptacions de manga i dos videojocs.
El 2011, CLAMP i Production I.G van anunciar la seva col·laboració en la sèrie de televisió de dotze capítols anime anomenada Blood-C. Aquesta sèrie derivada també està ambientada a un univers diferent de la pel·lícula i de l'anime anterior, i només comparteix el personatge principal, tenint la katana com a arma principal i la premissa bàsica de derrotar monstres amb aquesta espasa. CLAMP va proporcionar la història i els dissenys de personatges originals, Tsutomu Mizushima va dirigir la sèrie, Nanase Ohkawa de CLAMP va gestionar els guions de la sèrie, i Junichi Fujisaku va coescriure els guions i supervisar la sèrie. La sèrie es va emetre a la televisió japonesa del 8 de juliol de 2011 al 30 de setembre de 2011. La pel·lícula d'anime seqüela Blood-C: The Last Dark es va estrenar als cinemes el 2 de juny de 2012. L'anime també es va convertir en la seva pròpia franquícia, amb dues novel·lacions, dues adaptacions de manga, una obra de teatre i tres pel·lícules d'imatge real.

## Recepció
Blood: The Last Vampire va rebre múltiples premis a diversos festivals de cinema d'arreu del món. L'any 2000, va ser seleccionat com a "Premi del públic a la millor pel·lícula d'Àsia" al Festival de Cinema Fantasia de Montreal, on va debutar, va guanyar el Gran Premi en la categoria d'animació del Festival de la Japanese Agency for Cultural Affairs' Media Arts, i va guanyar el premi Ofuji Noburo a la competició de cinema Mainichi. L'any 2001, va guanyar el premi especial al festival de cinema d'akasaki i va ser seleccionat com al millor llargmetratge a la World Animation Celebration. El director Hiroyuki Kitakubo va guanyar un premi pel seu treball a la pel·lícula al 6è Animation Kobe. Va rebre el Gran Premi per animació al Japan Media Arts Festival del 2000.
Durant la primera setmana del seu llançament estatunidenc, s'havien venut més de 70.000 DVD i 30.000 còpies VHS de Blood: The Last Vampire. Durant el primer mes després del seu llançament, es va convertir en el títol més venut de Manga Entertainment en la història de la companyia. La pel·lícula també va aparèixer a les llistes tant de Video Business, Billboard, Video Store Magazine com de  Entertainment Weekly de les millors vendes de DVD. L'empresa atribueix aquest èxit al seu ús de dos mètodes de màrqueting no convencionals: una estrena limitada a les sales abans del llançament del DVD per comercialitzar el títol i oferir la totalitat de la pel·lícula gratuïtament el dia que es va llançar el DVD a través d'una emissió de vídeo en streaming a Sputnik7.com on més de 61.000 espectadors se la van descarregar. Marvin Gleicher, aleshores president de Manga Entertainment, va afirmar que "l'èxit de la pel·lícula ha demostrat ser un moment històric en la història de Manga Entertainment".
Michael Stroud de Wired News va elogiar la combinació de la pel·lícula d'elements 2D i 3D i va citar el director guanyador del Premi Oscar James Cameron com diu: "La imatge digital ha entrat en una nova era. El món arribarà a considerar aquest treball com l'estàndard de màxima qualitat en animació digital." A The Anime Encyclopedia, Jonathan Clements i Helen McCarthy van elogiar la pel·lícula pel seu ús innovador de l'anglès, la seva "animació impressionant" i les seves seqüències d'acció de gamma alta, però va criticar la seva curta durada i la manca d'una conclusió.El crític d’Animerica Urian Brown la va anomenar una "peça d'animació excel·lent" que una pel·lícula "bonica i granulosa... elegant, fosca i sexy" que farà que l'espectador oblidi la seva manca d'"història, profunditat i desenvolupament del personatge".
Segons Electronic Gaming Monthly, Blood: The Last Vampire va ser una influència darrere de les "impressionants visuals" del videojoc Crackdown. Cinefantastique va enumerar l'anime com una de les "10 animacions essencials".
El lloc web de l'agregador de ressenyes Rotten Tomatoes va informar que el 50% dels crítics han donat a la pel·lícula una crítica positiva basada en 16 crítiques, amb una valoració mitjana de 5,03/10.A Metacritic, la pel·lícula té una puntuació mitjana ponderada de 44 sobre 100 basada en 6 crítics, que indica "crítiques mixtes o mitjanes".